# ناحیه امهرست، شهرستان چروکی، آیووا
شهرستان امهرست، بخش چروکی، لوا (به انگلیسی: Amherst Township, Cherokee County, Iowa) یک منطقهٔ مسکونی در ایالات متحده آمریکا است که در آیووا واقع شده‌است.

## خصوصیات
شهرستان امهرست ۹۳ کیلومترمربع مساحت و ۳۲۴ نفر جمعیت دارد و ۴۲۵ متر بالاتر از سطح دریا واقع شده‌است.